# Кабу-ди-Санту-Агостинью
Кабу-ди-Санту-Агостинью (порт. Cabo de Santo Agostinho) — муниципалитет в Бразилии, входит в штат Пернамбуку. Составная часть мезорегиона Агломерация Ресифи. Находится в составе крупной городской агломерации. Входит в экономико-статистический микрорегион Суапи. Население составляет 162 476 человек на 2007 год. Занимает площадь 446,5 км². Плотность населения — 384,2 чел./км².
Праздник города — 9 июля.

## История
Город основан 15 февраля 1812 года.

## Статистика
- Валовой внутренний продукт на 2004 год составляет 3 870 940 000,00 реалов (данные: Бразильский институт географии и статистики).
- Валовой внутренний продукт на душу населения на 2004 год составляет 23 279 реалов (данные: Бразильский институт географии и статистики).
- Индекс развития человеческого потенциала на 2000 год составляет 0,706 (данные: Программа развития ООН).

## География
Климат местности: субтропический гумидный. В соответствии с классификацией Кёппена, климат относится к категории As'.